# Her Mother's Oath
Her Mother's Oath è un cortometraggio muto del 1913 scritto e diretto da D.W. Griffith.

## Produzione
Il film fu prodotto dalla Biograph Company. Venne girato in California.

## Distribuzione
Distribuito dalla General Film Company, il film - un cortometraggio di una bobina - uscì nelle sale cinematografiche statunitensi il 28 giugno 1913.